# Abadox: The Deadly Inner War
Abadox: The Deadly Inner War (connu au Japon simplement sous le titre Abadox (アバドックス, Abadokkusu)) est un shoot them up à défilement horizontal  sorti en 1989 sur Nintendo Entertainment System. Le jeu a été co-développé par Natsume, ITL Co et Dynamic Planning, et fut édité par Natsume au Japon et par MB aux États-Unis.

## Synopsis
En l'an 5012, la planète Abadox est entièrement ingérée par un organisme extraterrestre gigantesque appelé Parasitis. Parasitis continue ses ravages en détruisant la flotte de défense galactique (la World Alive Force), et avale par la même occasion la Princesse Maria. Le second lieutenant Nazal est désormais le seul espoir pour détruire Parasitis et tenter de sauver la Princesse Maria.

## Système de jeu
Le jeu est composé de 6 niveaux à l'intérieur du tube digestif de Parasitis avec des thèmes très viscéraux. Le joueur contrôle  Nazal en combinaison spatial. Le système de jeu est similaire à celui d'autres jeux tels que Gradius et R-Type.

## Informations supplémentaires
Par sa thématique viscérale, le jeu a été considéré comme un clone du jeu Life Force développé par Konami en 1986. Son concept a aussi été comparé avec le film Innerspace sorti en 1987. La musique est l'œuvre de Kyouhei Sada. Le jeu a été noté pour sa grande difficulté.
La version américaine a été censurée. Lors de la libération de la Princesse Maria, celle-ci est nue dans la version japonaise originale mais habillée dans la version américaine.

## Accueil
- Allgame : 3/5[1]
- Examiner.com : 3/5[2]